# Margriet Brandsma
Margriet Jenneke Brandsma (Sint Pancras, 17 juli 1957) is een Nederlands journalist.
Zij werkte van 1994 tot en met 2010 voor het NOS Journaal met als standplaats Duitsland, Oostenrijk en Zwitserland. Brandsma wilde als kind al journalist worden en heeft die droom kunnen waarmaken. Ze begon bij het Noordhollands Dagblad in Alkmaar.
In de jaren 70 ging ze bij de radio werken, via de IKON kon ze aan de slag bij het actualiteitenprogramma Hier en Nu van de NCRV. Na een poosje bij Met het Oog op Morgen stapte ze over naar de NOS, waarvoor ze uiteindelijk als correspondent in Duitsland ging werken. Op 30 december 2010 was haar laatste reportage uit Duitsland in het journaal te zien. Vanaf 2011 werd zij algemeen en onderzoeksverslaggever voor het NOS Journaal. Dit bracht met zich mee dat ze moest 'herinburgeren' in Nederland.
Per 1 juli 2014 verliet Brandsma de NOS. Ze wilde zich meer richten op het schrijven van boeken.